# Friedrich Bosshammer
Friedrich Boßhammer, född 20 december 1906 i Opladen, död 17 december 1972, var en tysk jurist och SS-Sturmbannführer. Han var en av Adolf Eichmanns närmaste medarbetare.

## Biografi
Friedrich Boßhammer föddes 1906 i Opladen, som sedan 1975 är en av Leverkusens stadsdelar. Han studerade rättsvetenskap vid universiteten i Köln och Heidelberg.
I januari 1933 utnämndes Adolf Hitler till Tysklands rikskansler. Senare samma år gick Boßhammer med i Sturmabteilung (SA) och Nationalsocialistiska tyska arbetarepartiet (NSDAP). År 1937 inträdde han i Schutzstaffel (SS) och kommenderades till Sicherheitsdienst (SD) i Aachen. I oktober 1940 fick han anställning som undersökningsledare vid Sicherheitspolizei i Wiesbaden och året därpå befordrades han till SS-Hauptsturmführer. År 1941 var Boßhammer vid Gestapo i Wiesbaden och Kassel ansvarig för judeangelägenheter.

### Reichssicherheitshauptamt
I januari 1942 kom Boßhammer till Reichssicherheitshauptamt (RSHA), Tredje rikets säkerhetsministerium, och dess avdelning IV:B4 (även kallad Eichmannreferat), som leddes av Adolf Eichmann. Efter att ha befordrats till SS-Sturmbannführer posterades Boßhammer i Verona för att där delta i genomförandet av den slutgiltiga lösningen i Italien. På Boßhammers order greps och deporterades drygt 6 000 judar till de nazistiska förintelselägren via transitlägret i byn Fossoli (idag en del av Carpi).

### Efter andra världskriget
I andra världskrigets slutskede greps Boßhammer av amerikanska soldater. Han släpptes i augusti 1945 men hölls ånyo internerad från januari 1947 till april 1948. Boßhammer lyckades undanhålla sina förehavanden under kriget och verkade som jurist i Wuppertal. År 1963 kom de västtyska myndigheterna honom på spåren. Det dröjde dock till januari 1968 innan Boßhammer greps och placerades i undersökningshäkte. Han misstänktes för medhjälp till mord på minst 150 000 judar. Huvudförhandlingen inför Landgericht Berlin inleddes i november 1971 och åtalet begränsades då till medhjälp till mord på minst 3 336 personer.
Boßhammer tillbakavisade alla anklagelser och visade ingen ånger. Han påstod att han själv varit maktlös och endast lytt order och inte haft någon kännedom om några mord. Åklagaren kunde dock leda i bevis att Boßhammer både haft kännedom om avrättningar och visat på egen initiativkraft i de brott som begåtts. Den 11 april 1972 dömdes Boßhammer till livstids fängelse.